# Henry Arthur Herbert (1815-1866)
Henry Arthur Herbert (1815 - 26 février 1866), est un homme politique anglo-irlandais député au Parlement du Royaume-Uni.

## Carrière politique
Herbert est député de Kerry de 1847 jusqu'à sa mort, et est secrétaire en chef pour l'Irlande de 1857 à 1858. Il est nommé Lord Lieutenant et Custos Rotulorum de Kerry en 1853.
A Dublin, Herbert est membre du Kildare Street Club .

## Famille

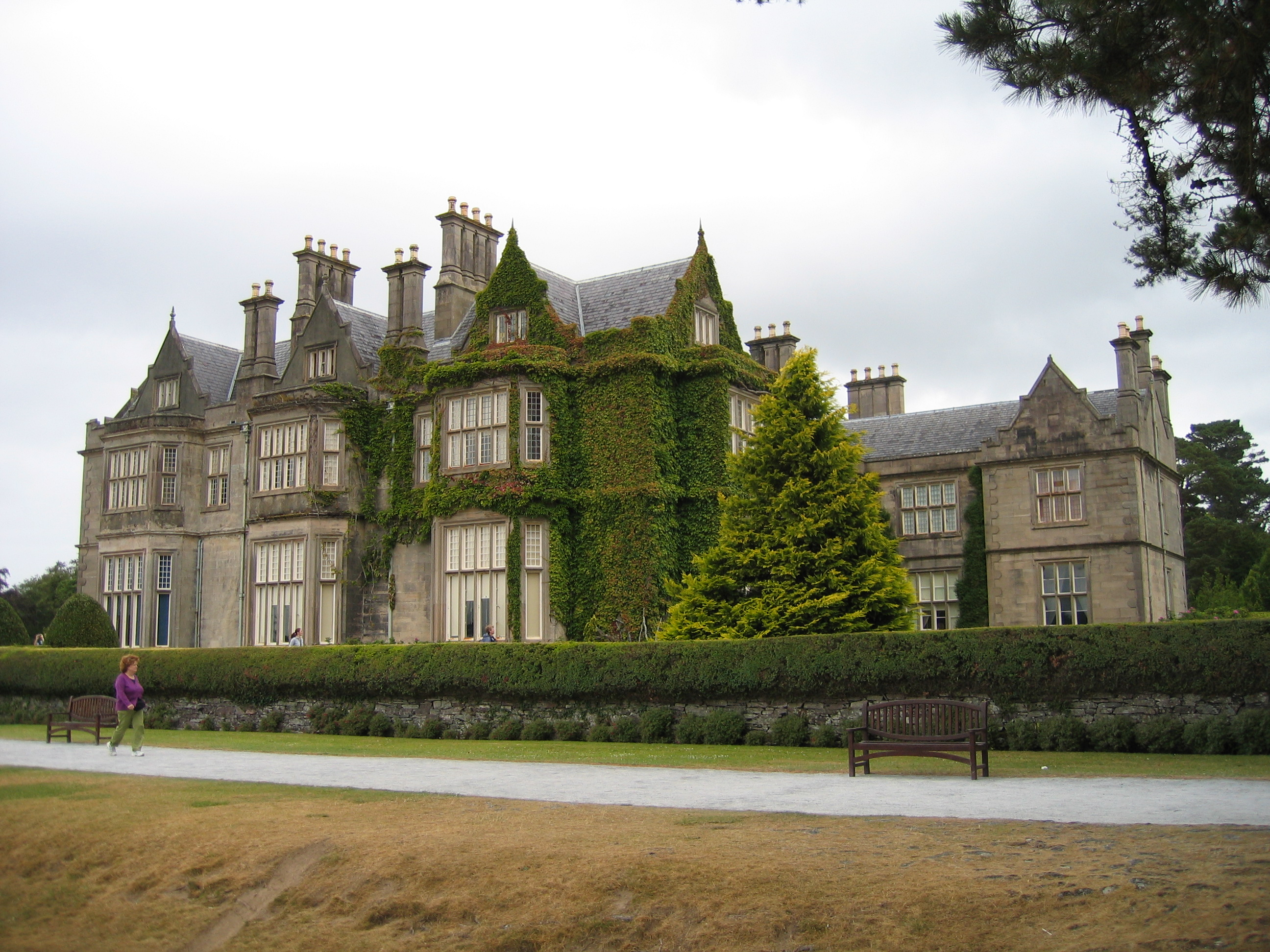
Muckross House

Herbert est le petit-fils d'Henry Arthur Herbert (1756-1821), député de Kerry de 1806 à 1813 et le fils de Charles John Herbert (1785-1823) et de Louisa Anne (née Middleton) (1796-1828). Il fait ses études au Collège d'Eton et est diplômé du Trinity College de Cambridge en 1835 .
En septembre 1837, Herbert épouse l'artiste Mary Balfour Herbert (en), qu'il a rencontrée à Rome. Ils ont quatre enfants : Eleanor (1839-1907), Henry Arthur (1840-1901), Charles (1842-1891) et Blanche (1846-1920).
La famille d'Herbert possède Muckross House près de Killarney dans le comté de Kerry, et ils s'installent Torc Cottage après leur mariage. Mary apporte une grande dot au mariage et, en 1839, ils commencent la construction de la grande maison Muckross. Elle est terminée en 1843, peu avant la Grande Famine. Herbert est enterré dans le cimetière de Killegy, près du village de Muckross.